# Jean-Étienne Montucla

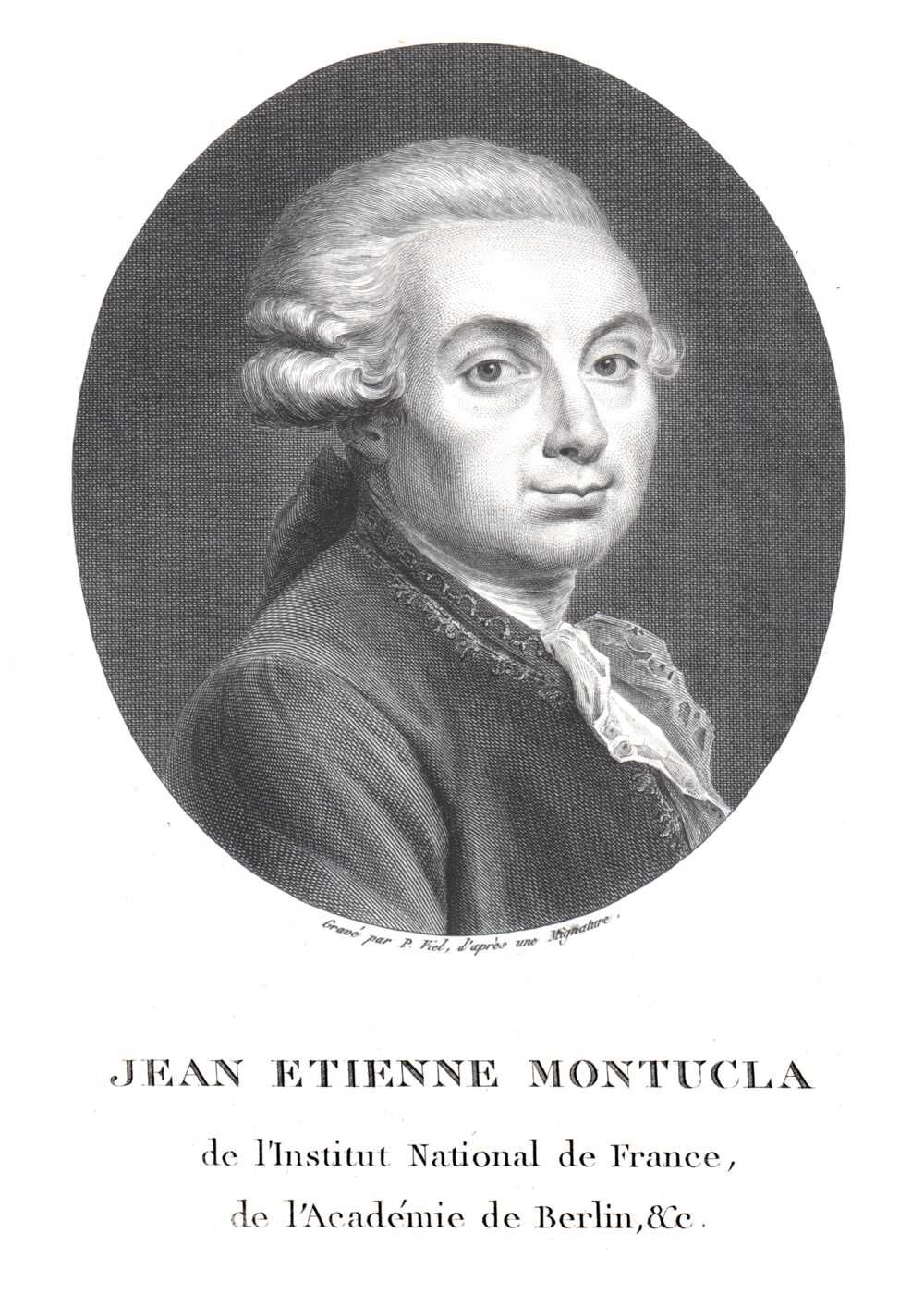
Jean-Étienne Montucla.

Jean-Étienne Montucla, född 5 september 1725, död 18 december 1799, var en fransk matematiker.
Montucla utgav ett förtjänstfullt pionjärarbete inom matematikens historia Histoire des mathématiques (2 band, 1758, ny utgåva av Joseph Jérôme Lefrançois de Lalande 4 band 1799-1802).